# Ніксон (Техас)
Ніксон (англ. Nixon) — місто (англ. city) в США, в округах Ґонсалес і Вілсон штату Техас. Населення — 2341 особа (2020).

## Географія
Ніксон розташований за координатами 29°16′11″ пн. ш. 97°45′57″ зх. д. / 29.26972° пн. ш. 97.76583° зх. д. (29.269670, -97.765876).  За даними Бюро перепису населення США в 2010 році місто мало площу 4,06 км², з яких 4,05 км² — суходіл та 0,01 км² — водойми.

## Демографія
Згідно з переписом 2010 року, у місті мешкало 2385 осіб у 781 домогосподарстві у складі 574 родин. Густота населення становила 587 осіб/км².  Було 922 помешкання (227/км²).
Расовий склад населення:
| - 70,1 % — білих - 2,8 % — чорних або афроамериканців - 0,8 % — корінних американців - 0,3 % — азіатів - 23,0 % — осіб інших рас |

До двох чи більше рас належало 2,9 %. Частка іспаномовних становила 76,3 % від усіх жителів.
За віковим діапазоном населення розподілялося таким чином: 32,8 % — особи молодші 18 років, 57,8 % — особи у віці 18—64 років, 9,4 % — особи у віці 65 років та старші. Медіана віку мешканця становила 29,0 року. На 100 осіб жіночої статі у місті припадало 100,9 чоловіків;  на 100 жінок у віці від 18 років та старших — 97,3 чоловіків також старших 18 років.
Середній дохід на одне домашнє господарство  становив 43 894 долари США (медіана — 35 833), а середній дохід на одну сім'ю — 46 234 долари (медіана — 38 011). Медіана доходів становила 35 185 доларів для чоловіків та 24 355 доларів для жінок. За межею бідності перебувало 25,7 % осіб, у тому числі 33,9 % дітей у віці до 18 років та 26,6 % осіб у віці 65 років та старших.
Цивільне працевлаштоване населення становило 918 осіб. Основні галузі зайнятості: освіта, охорона здоров'я та соціальна допомога — 23,0 %, виробництво — 20,5 %, сільське господарство, лісництво, риболовля — 12,5 %, науковці, спеціалісти, менеджери — 9,4 %.